# Caloocan
Caloocan (filipinski: Lungsod ng Kalookan) je grad u Filipinima, smješten na otoku Luzonu.

## Zemljopis
Grad Caloocan je podijeljen na dva odvojena područja. Južni do grada leži izravno sjeverno od Manile i omeđen je Malabonom i Valenzuelaom na sjeveru i zapadu, Navotasom na zapadu, i Quezonom na istoku. Sjeverni dio grada je najsjevernije područje Metro Manile, nalazi se istočno od Valenzuela, sjeverno od Quezona, južno od San Jose del Montea. Sjeverni dio grada je znatno veći od južnog dijela.

## Povijest
Grad ima povijesni značaj jer je bilo središte aktivnosti Katipunana, tajne militantne organizacije koja je pokrenula revoluciju tijekom španjolske okupacije Filipina. U Caloocanu se nalazi kuća u kojoj su održani tajni sastanci Andresa Bonifacia i njegovih ljudi. Unutar gradskih zidina zbio se prvi oružani sukob između Katipunana i Španjolaca. Caloocan graniči s mnogo drugih gradova, kao što su Quezon City, Manila, Malabon, Navotas, Valenzuela i San Jose del Monte Bulacan.

## Demografija
Prema popisu stanovništva iz 2010. godine, grad ima 1.489.040 stanovnika, što ga čini trećim po veličini gradom u Filipinima. Broj stanovnika se naglo povećava tako da je 1975. godine imao 397.201, a 2000. 1.177.604 stanovnika.		

## Gradovi prijatelji
- San Jose del Monte City, Filipini
- Malabon, Filipini
- Calamba City, Filipini

## Vanjske poveznice
- Službena stranica  Arhivirana inačica izvorne stranice od 1. kolovoza 2013. (Wayback Machine)